# Neea ovalifolia
Neea ovalifolia är en underblomsväxtart som beskrevs av Richard Spruce och Johann Anton Schmidt. Neea ovalifolia ingår i släktet Neea och familjen underblomsväxter. Inga underarter finns listade i Catalogue of Life.